# Яблоновка (Корсунь-Шевченковский район)
Яблоновка (укр. Яблунівка) — село в Корсунь-Шевченковском районе Черкасской области Украины.
Население по переписи 2001 года составляло 517 человек. Почтовый индекс — 19442. Телефонный код — 4735.

## Местный совет
19441, Черкасская обл., Корсунь-Шевченковский р-н, с. Дацки